# Seirocastnia colombiana
Seirocastnia colombiana är en fjärilsart som beskrevs av John Obadiah Westwood 1877. Seirocastnia colombiana ingår i släktet Seirocastnia och familjen nattflyn. Inga underarter finns listade.